# Bahnstrecke Zieverich–Elsdorf
| Streckennummer (DB): | 2603                       |              |              |
| Kursbuchstrecke (DB): | 247b (1961) 224d (1938)    |              |              |
| Kursbuchstrecke: | 246e (1946)                |              |              |
| Streckenlänge: | 4,53 km                    |              |              |
| Spurweite: | 1435 mm; bis 1912: 1000 mm |              |              |
| |                            |              |              |
| \| \| \| von Bergheim \| \| \| \| 0,0 \| Zieverich \| Zieverich \| \| \| \| nach Bedburg \| \| \| \| 2,2 \| Brockendorf \| Brockendorf \| \| \| 4,6 \| Elsdorf Ost \| Elsdorf Ost \| \| \| \| \| \| \| Quellen: [1] \| \| \| \| |                            |              |              |
| Strecke |                            | von Bergheim | von Bergheim |
| Bahnhof | 0,0                        | Zieverich    | Zieverich    |
| Abzweig ehemals geradeaus und nach rechts |                            | nach Bedburg | nach Bedburg |
| Bahnhof (Strecke außer Betrieb) | 2,2                        | Brockendorf  | Brockendorf  |
| Kopfbahnhof Streckenende (Strecke außer Betrieb) | 4,6                        | Elsdorf Ost  | Elsdorf Ost  |
| |                            |              |              |
| Quellen: |                            |              |              |

Die Bahnstrecke Zieverich–Elsdorf ist eine stillgelegte Eisenbahnstrecke in Nordrhein-Westfalen. 

## Geschichte
Die Strecke wurde ursprünglich als meterspurige Schmalspurbahn durch die Bergheimer Kreisbahn erbaut und war Teil des 1896/97 erbauten Netzes. Am 5. November 1896 wurde sie als Teil der Strecke Mödrath–Horrem–Bergheim–Elsdorf für den Güterverkehr eröffnet, am 20. Februar 1897 auch für den Personenverkehr. Der vom Verkehrsaufkommen bedeutendere Abzweig in Zieverich nach Bedburg wurde erst am 8. Mai 1897 in Betrieb genommen. Die vorzeitige Eröffnung für den Güterverkehr war vor allem durch die Zuckerfabrik in Elsdorf bedingt, auf deren Ostseite der Bahnhof lag, da so ein Teil der Rüben und der zur Verarbeitung nötigen Kohle noch mit der Bahn angeliefert werden konnten. Paradoxerweise gab es nie eine Personenzugverbindung zur Bahnstrecke Düren–Neuss in Elsdorf, obwohl sie an der Westseite der Zuckerfabrik vorbeiführte.  Trotz der Ausführung in Meterspur war ein regelspuriger Ausbau mitbedacht worden. Das Planum war entsprechend breit, es wurden Regelspurschwellen in verkürztem Abstand verlegt, und schwerer Oberbau verwendet. 1904 wurde die dritte Schiene eingebaut. Danach verkehrten die Personenzüge auf der Schmalspur, die Güterzüge regelspurig. Die Bergheimer Kreisbahn wurde zum 1. Januar 1913 verstaatlicht. Ab 1938 verkehrten täglich sechs Personenzüge; die Züge fuhren alle über Zieverich hinaus nach Bergheim, einige Züge verkehrten darüber hinaus über die Bahnstrecke Bergheim – Rommerskirchen bis nach Fortunagrube und Rommerskirchen. Am 28. Mai 1961 wurde der Personenverkehr eingestellt, sechs Jahre später, am 28. Mai 1967 auch der Güterverkehr.

## Streckenbeschreibung

### Haltepunkt Zieverich

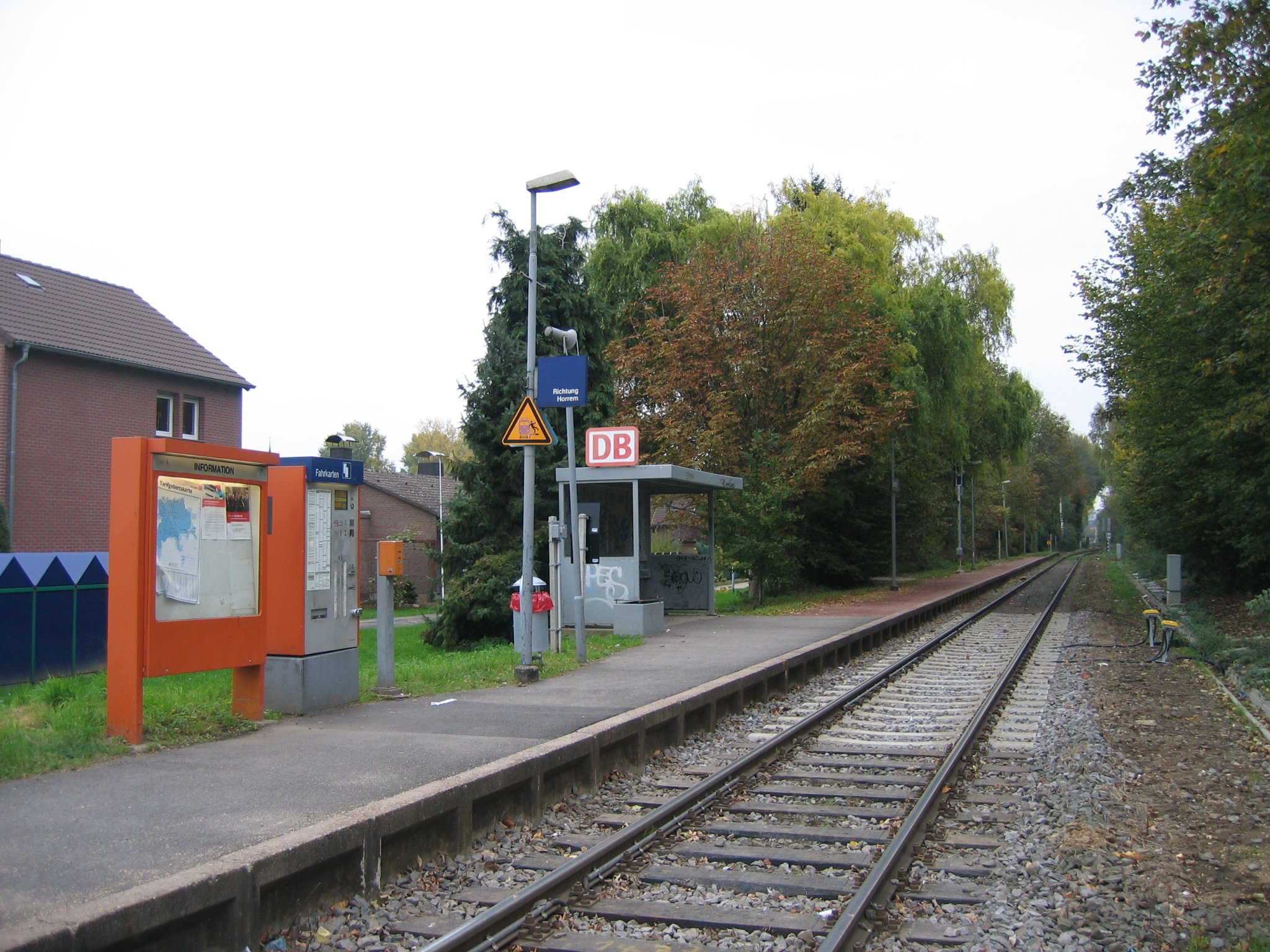
Haltepunkt Zieverich 2007

An der Lechernicher Straße liegt der 1897 gebaute und mit zwei Bahnsteigen ausgestattete Haltepunkt Zieverich. Die Streckenkilometrierung startet hier. Die Züge in Richtung Köln und in Richtung Düsseldorf halten an unterschiedlichen Bahnsteigen. Bis 1967 zweigte von hier die Strecke in Richtung Elsdorf Ost ab.

### Haltepunkt Brockendorf
Der Haltepunkt Brockendorf lag am Kilometerpunkt 2,2 und bestand nur aus einem roten Viehwaggon als Wartehalle. Er wurde im November 1950 einmalig nach Bevölkerungsprotesten ausgetauscht. Bis zur Stilllegung 1967 blieb der Haltepunkt relativ bedeutungslos.

### Bahnhof Elsdorf Ost

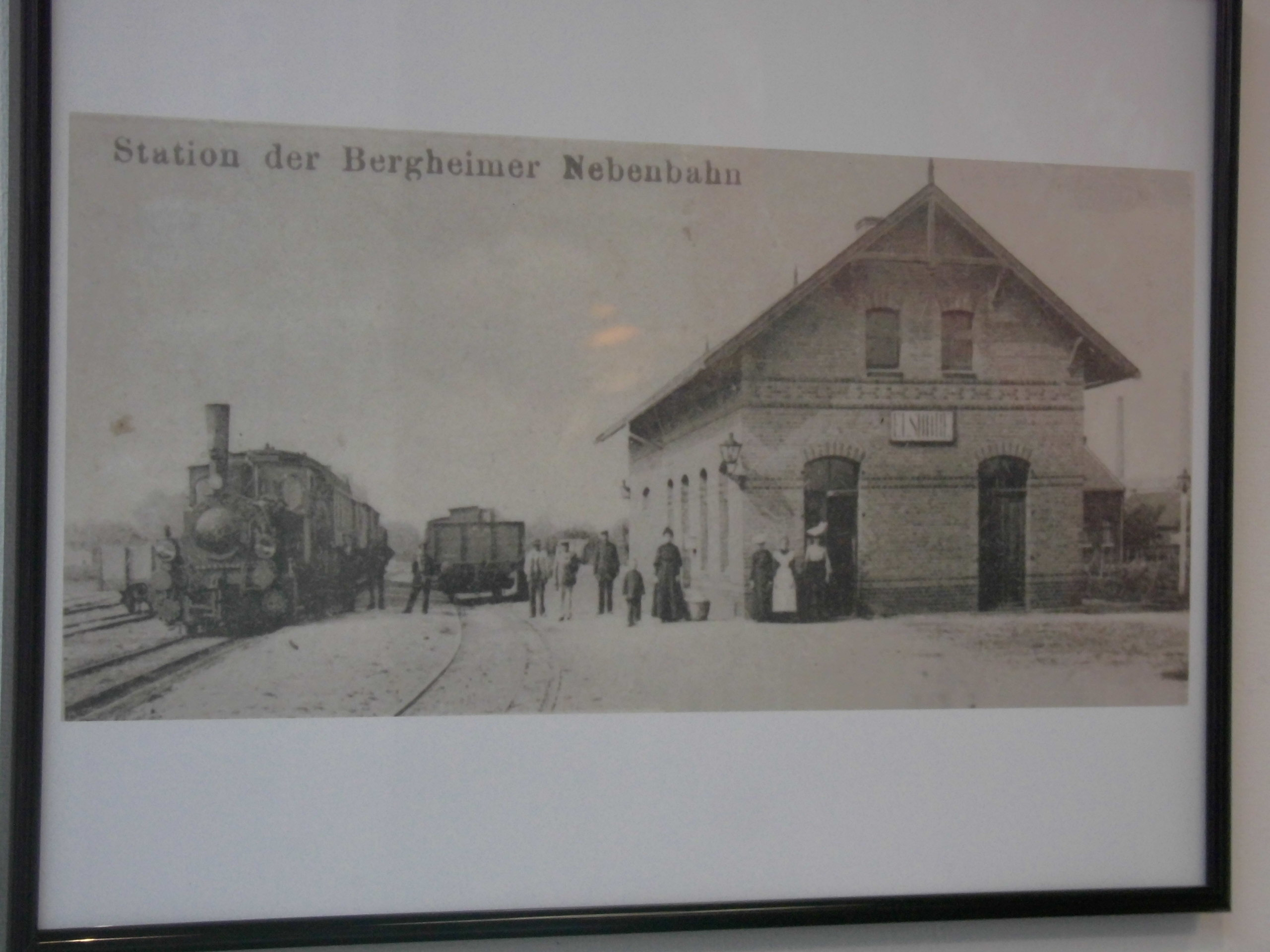
Bahnhof Ost mit dreischienigen Gleisen

Der Kleinbahnhof Elsdorf gehörte ab 1896 zur Bergheimer Kreisbahn und lag am Kilometerpunkt 4,6. Vom Empfangsgebäude verlief die Bahnstrecke erst meterspurig, dann normalspurig in Richtung Zieverich. Das Empfangsgebäude hatte schon von Anfang an einen eigenen Brunnen und ab 1900 Telefon. Nach der Stilllegung 1967 stand das Empfangsgebäude lange leer. Schließlich wurde das ehemalige Empfangsgebäude in einem verfallenen Zustand verkauft und im Zeitraum von 1997 bis 1999 von einem Privatinvestor zu einem Café umgebaut. Das Bahnhofsgebäude am Ostende der Eisenbahnstraße ist als Cafe Dampflok heute noch erhalten, sogar eine ehemalige Dampfspeicherlok der Zuckerfabrik ist dort ausgestellt.